# J/ψ-meson
Het J/ψ-meson of J/Psi-meson is een smaakneutraal subatomair deeltje, een meson dat uit een charm-quark en een charm-antiquark bestaat. Het J/ψ-meson heeft een rustmassa M0 van 3,0969 GeV/c² en een gemiddelde levensduur van 7,2 × 10−21 seconde.
Het deeltje werd eind 1974 ontdekt door twee verschillende Amerikaanse onderzoeksgroepen, onafhankelijk van elkaar, in een periode die later de 'novemberrevolutie' van de natuurkunde is gaan heten. De onderzoeksgroep aan toen nog het Stanford Linear Accelerator Center SLAC stond onder leiding van Burton Richter, de groep van het Brookhaven National Laboratory werd door Samuel Ting van het Massachusetts Institute of Technology geleid. De eerste groep noemde het deeltje ψ, de ander groep koos voor de naam J. Omdat beide groepen het van het deeltje gelijktijdig hadden ontdekt, kreeg het deeltje de gecombineerde naam J/ψ. Het bestaan van het voorspelde charm-quark en daarmee het bestaan van quarks in het algemeen werd met de ontdekking van het J/ψ-meson aangetoond. Het standaardmodel van de deeltjesfysica kon daarna worden opgesteld. Richter en Ting kregen voor hun ontdekking in 1976 de Nobelprijs voor de Natuurkunde.